# Остров Дьявола
Остров Дьявола (фр. Ile du Diable, англ. Devil's Island) — один из трёх островов архипелага Иль-дю-Салю, в 13 км от побережья французского департамента Гвиана.

## География
Остров Дьявола относится к Кайенне, столице Гвианы. Это самый маленький, самый северный и самый известный из трёх островов архипелага. Он занимает территорию 14 гектаров и достигает 40 м в высоту.

## История
В 1852—1952 годах остров служил тюрьмой для особо опасных преступников. Тюрьма была создана правительством императора Наполеона III в 1852 году. Это одна из самых печально известных каторжных тюрем в истории. Каторги располагались на всех трёх островах и на побережье в Куру. Со временем всех их стали обозначать собирательным названием Остров Дьявола.
За время существования тюрьмы среди заключённых было немало и политических (например, 239 республиканцев, выступивших против Наполеона III), содержавшихся среди убийц и воров. Большинство из 80 000 узников, работавших в жестоких условиях в нездоровой местности острова  Дьявола, никогда больше не вернулись в родные края. Бежать отсюда можно было либо на лодке, либо через непроходимые джунгли, и скрыться удавалось лишь немногим.
30 мая 1854 года был принят закон, по которому отбывшие свой срок заключённые обязаны были остаться во Французской Гвиане на срок, равный их заключению, а если срок превышал девять лет, то на всю жизнь. Бывшим заключённым давали землю для поселения. Затем заключённых стали делить на категории в зависимости от тяжести совершённых ими преступлений. С 1885 года сюда стали ссылать и за незначительные преступления. Было сослано и ограниченное количество осуждённых женщин с целью создания семей среди бывших каторжных, однако результаты оказались неутешительны, и в 1907 году эта практика была прекращена.

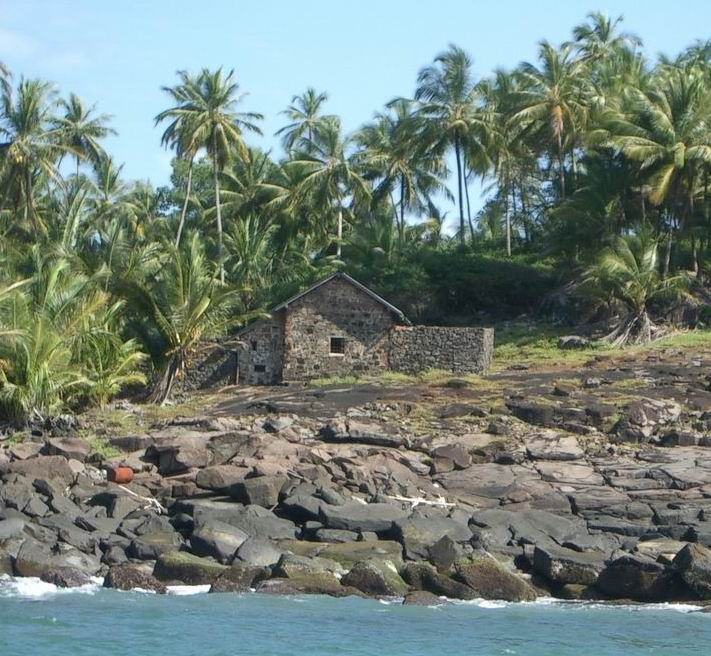
Хижина Дрейфуса

13 апреля 1895 года здесь был заключён капитан артиллерии еврейского происхождения Альфред Дрейфус. Ему было предъявлено обвинение в государственной измене Франции. Несправедливое разжалование Дрейфуса, а затем и смертный приговор ему, заменённый позже пожизненным заключением, возмутили французскую интеллигенцию и побудили Эмиля Золя 13 января 1898 года опубликовать открытое письмо в его защиту. Знаменитый писатель обвинил французского президента Феликса Фора в антисемитизме и в вынесении несправедливого приговора Дрейфусу. Разразился самый известный политический скандал времён Третьей Французской республики. Тем не менее Дрейфус был реабилитирован только в 1906 году.
В 1938 году французское правительство остановило высылку заключённых на остров, а в 1953 году тюрьма закрылась. Большинство заключённых вернулись во Францию, но некоторые остались во Французской Гвиане.
В 1965 году правительство Франции передало острова Гвианскому космическому центру. Космическое агентство отреставрировало исторические здания островов, и теперь ежегодно Остров Дьявола посещает более 50 000 туристов.

## Известные побеги

### Клеман Дюваль
Клеман Дюваль, анархист, был сослан сюда в 1886 году. Он был приговорён к смертной казни, которую затем заменили каторжными работами. Во время пребывания на острове заключённый заболел оспой. Он сбежал с острова в апреле 1901 года и отправился в Нью-Йорк, где жил до конца своих дней. Клеман Дюваль написал книгу о годах заключения под названием «Revolte» («Бунт»).

### Анри Шарьери Сильвен
Бестселлер Шарьера «Мотылёк» описывает удачный побег с острова одного каторжника с помощью мешка, наполненного кокосовыми орехами. В фильме мужчина бросается со скалы в бурное море и три дня плывёт до побережья. Появление книги вызвало большой шум в обществе. Были подняты тюремные записи, согласно которым Шарьер был заключён не на острове Дьявола, а на побережье. Факты, описанные Шарьером, относились к другим заключённым. Сильвен бежал вместе с Шарьером на мешке, набитом кокосовыми орехами. Однако он погиб в зыбучих песках у побережья.

### Бельбёнуа
Ветеран Первой мировой войны Бельбёнуа украл несколько жемчужин, его пытали и приговорили к 8 годам заключения на острове Дьявола в 1920 году. Он попытался бежать на выдолбленном каноэ вниз по реке Марони, но был схвачен и посажен в одиночную камеру. Впоследствии он предпринял новую попытку побега, но снова неудачно. В 1934 году его выпустили на свободу после 14 лет тюремного заключения, но не разрешили вернуться во Францию. В тюрьме он потерял все свои зубы.
В 1938 году он написал книгу мемуаров о своём тюремном заключении «Dry Guillotine», а затем вторую «Hell on Trial» в 1952 году.

## В культуре
- Заключенные каейнской каторги являются персонажами приключенческих романов Луи Буссенара «Гвианские Робинзоны» (1881) и «Охотники за каучуком» (1887).
- На острове разворачивается действие романа Анри Шарьера «Мотылёк» (1969). В 1973 году вышла первая его экранизация с тем же названием. Главные роли сыграли Дастин Хоффман и Стив Маккуин. В киноверсии романа 2017 года главные роли исполнили Чарли Ханнэм и Рами Малек.
- Комедия Майкла Кёртиса «Мы не ангелы» с актёрами Хамфри Богартом и Питером Устиновым также снималась на острове Дьявола.
- «Разгадка тайн истории с Олли Стидсом. Остров дьявола» (англ. Discovery: Solving History with Olly Steeds. Devil’s Island) — документальный фильм, снятый Discovery в 2010 году.